# Adrian (Name)
Adrian ist ein männlicher Vorname. Er findet auch als Familienname Verwendung.

## Herkunft und Bedeutung des Namens
Der Name kommt von lat. Hadrian und wird oft als Mann aus der Hafenstadt Adria gedeutet. Der Beiname des Kaisers Publius Aelius Hadrianus (2. Jahrhundert) geht nach antiker Tradition auf den Herkunftsort seiner Eltern zurück: Hadria, heute Atri, Provinz Teramo.
Eine weitere Deutung kommt von der Namensvariante Adrianus aus der antiken venetischen Sprache durch die Verbindung  zwischen dem Fluss Adria und dem Wort adur für Wasser.

## Verbreitung
Mit steigender Tendenz wird der Vorname Adrian in Deutschland seit den 1970er Jahren vergeben, kommt jedoch bereits seit dem 13. Jahrhundert vor. Im Jahr 2021 belegte er Rang 53 der beliebtesten Jungennamen.

## Namenstage
- 9. Januar: Adrian von Canterbury
- 9. Juli: Adrian Jansen[5]
- 8. September: Adrian von Nikomedien

## Varianten

### Männliche Varianten
- Französisch: Adrien, Hadrien
- Italienisch: Adriano
  - Latein: Hadrianus, Hadrian
- Kroatisch: Adrijan, Jadran, Jadranko
- Mazedonisch: Adrijan
- Niederländisch: Adriaan, Arjan, Ad, Adrianus, Arie, Aris
  - Limburgisch: Ad
- Portugiesisch: Adriano
- Serbisch: Jadran, Jadranko
- Slowakisch: Adrián
- Slowenisch: Jadran, Jadranko
- Spanisch: Adrián
  - Katalanisch: Adrià
- Ungarisch: Adorján, Adrián

### Weibliche Varianten
- Deutsch: Adriana
- Englisch: Adriana, Adrianna, Adrianne
- Französisch: Adrienne
- Kroatisch: Adrijana, Jadranka
- Mazedonisch: Adrijana
- Polnisch: Adriana, Adrianna
- Portugiesisch: Adriene, Adriana, Adriane
- Rumänisch: Adriana
- Serbisch: Adrijana, Jadranka
- Slowenisch: Adrijana, Jadranka
- Ungarisch: Adrienn

## Namensträger

### Vorname
- Adrián (Fußballspieler) (Adrián San Miguel del Castillo; * 1987), spanischer Fußballtorhüter
- Adrián Annus (* 1973), ungarischer Hammerwerfer
- Adrian Apmann (* 1989), deutscher Pokerspieler
- Adrian Bajrami (* 2002), albanisch-schweizerischer Fußballspieler
- Adrian Biddle (1952–2005), britischer Kameramann
- Adrian Billhardt (* 1997), deutscher Fußballspieler
- Adrian von Borsselen (um 1417–1468), Herr von Brigdamme, Zoutelande und Sint Laurens
- Adrian Bosshard (* 1962), Schweizer Motorradrennfahrer und Unternehmer
- Adrian Boult (1889–1983), britischer Dirigent
- Adrian Bräunig (* 2000), deutscher Schauspieler
- Adrian Brunel (1892–1958), britischer Filmregisseur
- Adrian I. von Bubenberg (um 1434–1479), Schweizer Schultheiss und Kommandant
- Adrian II. von Bubenberg (um 1458–1501), Schweizer Ratsmitglied und Ritter
- Adrián Caetano (* 1969), argentinischer Filmregisseur
- Adrian Can (* 1972), deutscher Schauspieler
- Adrian Clayborn (* 1988), US-amerikanischer Footballspieler
- Adrian Cristea (* 1983), rumänischer Fußballspieler
- Adrian Cronauer (1938–2018), US-amerikanischer Rechtsanwalt und ehemaliger Radio-Diskjockey
- Adrian Cunningham (* um 1980), US-amerikanischer Jazzmusiker
- Adrian Diel (1756–1839), deutscher Arzt und Begründer der Pomologie
- Adrián Fernández (* 1980), argentinischer Fußballspieler
- Adrian Fisher (* 1951), britischer Irrgarten-Designer
- Adrian Frutiger (1928–2015), Schweizer Typograph und Grafiker
- Adrian Gaspar (* 1987), rumänisch-österreichischer Jazz-Pianist und Komponist
- Adrian Grasse (* 1975), deutscher Politiker
- Adrian Adolph Greenberg (Adrian), siehe Gilbert Adrian (1903–1959), US-amerikanischer Kostümbildner
- Adrian Grenier (* 1976), US-amerikanischer Schauspieler und Musiker
- Adrian David Grob (1771–1836), Schweizer Schriftsteller, Dramatiker, Offizier und Konditor
- Adrian Grünewald (* 1999), deutscher Film- und Theaterschauspieler
- Adrian Gurvitz (* 1949), britischer Musiker
- Adrian Hates (* 1973), deutscher Musiker
- Adrian Hoven (1922–1981), österreichischer Schauspieler, Regisseur und Filmproduzent
- Adrian Kempe (* 1996), schwedischer Eishockeyspieler
- Adrian Knup (* 1968), Schweizer Fußballspieler
- Adrian Kozniku (* 1967), kroatischer Fußballspieler
- Adrian Lewis (* 1985), britischer Dartspieler
- Adrián López (* 1988), spanischer Fußballspieler
- Adrian Madaschi (* 1982), australischer Fußballspieler
- Adrian Maleika (1965–1982), erstes Todesopfer bei Übergriffen von Hooligans in der Bundesrepublik Deutschland
- Adrian Mannarino (* 1988), französischer Tennisspieler
- Adrian Marinovic (* 2005), österreichischer Fußballspieler
- Adrián Mateos (* 1994), spanischer Pokerspieler
- Adrian McKinty (* 1968), nordirischer Krimischriftsteller
- Adrian Meisen (* 1997), deutscher Skirennläufer
- Adrian Mihalčišin (* 1954), slowenischer Schachspieler
- Adrian Müller (1573–1644), Kaufmann und Ratsherr der Hansestadt Lübeck
- Adrian Mutu (* 1979), rumänischer Fußballspieler
- Adrian Năstase (* 1950), rumänischer Politiker
- Adrian Newey (* 1958), britischer Formel-1-Ingenieur
- Adrian von Nikomedien († 306), römischer Offizier und Märtyrer
- Adrian Pasdar (* 1965), US-amerikanischer Schauspieler
- Adrian Paul (* 1959), britischer Schauspieler
- Adrian Pertl (* 1996), österreichischer Skirennläufer
- Adrian Peterson (* 1985), US-amerikanischer Footballspieler
- Adrian Rawlins (* 1958), britischer Schauspieler
- Adrian Ludwig Richter (1803–1884), deutscher Maler der Romantik
- Adrian Ridley (* 1982), australischer Snookerspieler
- Adrián Sánchez (Fußballspieler) (* 1999), argentinischer Fußballspieler
- Adrian Sauer (* 1976), deutscher Fotograf
- Adrian Scarborough (* 1968), britischer Theater- und Filmschauspieler
- Adrian Schoop (* 1985), Schweizer Unternehmer und Politiker
- Adrian Sikora (* 1980), polnischer Fußballspieler
- Adrian Smith (* 1957), britischer Musiker
- Adrián Solano (* 1994), venezolanischer Skilangläufer
- Adrian Solo (* 1972), Schweizer Popmusiker
- Adrian Adam von Stammer (1659–1704), preußischer Geheimer Rat
- Adrian Stern (* 1975), Schweizer Sänger und Songschreiber
- Adrian Sutil (* 1983), deutscher Rennfahrer
- Adrian Julius Tillmann (* 1997), deutscher Filmschauspieler
- Adrian Tittel (* 2004), deutscher Skispringer
- Adrian Topol (* 1981), polnisch-deutscher Schauspieler
- Adrian Dietrich Lothar von Trotha (1848–1920), deutscher General der Infanterie, siehe Lothar von Trotha
- Adrian Ungur (* 1985), rumänischer Tennisspieler
- Adrian Ursache (* 1974), deutscher Anhänger der Reichsbürgerbewegung, Model und Mister Germany
- Adrian Vogt (* 1999), Schweizer Webvideoproduzent
- Adrian Wahlen (* 1997), deutscher Schauspieler
- Adrian Wehner (* 1982), deutscher Handballspieler
- Adrian Carton de Wiart (1880–1963), britischer General
- Adrian Willaert (um 1490–1562), flämischer Komponist
- Adrian Winter (* 1986), Schweizer Fußballspieler
- Adrian Wöhler (* 1987), deutscher Handballspieler
- Adrian Zenz (* 1974), deutscher Anthropologe
- Adrian Zmed (* 1954), US-amerikanischer Schauspieler
- Adrian Zwicker (* 1977), österreichischer Schauspieler

#### Weiblicher Vorname
- Adrian Piper (* 1948), US-amerikanische Konzeptkünstlerin und Philosophin

### Familienname
- Alexander Adrian (* 1984), deutscher Fußballspieler
- Bjarne Adrian (* 1946), dänischer Schauspieler
- Cem Adrian (* 1980), türkischer Sänger
- Chris Adrian (* 1970), US-amerikanischer Autor
- Edgar Adrian, 1. Baron Adrian (1889-–1977), britischer Physiologe
- Eduardo Adrián (1928–1990), argentinischer Tangosänger
- Gerhard Adrian (* 1956), deutscher Meteorologe
- Gheorghe Adrian (1820–1889), rumänischer General
- Grete Adrian (um 1610–1655), Opfer der Hexenverfolgung
- Günter Adrian (* 1925), deutscher Schriftsteller
- Hanns Adrian (1931–2003), deutscher Architekt und Stadtplaner
- Hans Adrian (1890–1979), Schweizer Naturwissenschaftler
- Iris Adrian (1912–1994), US-amerikanische Schauspielerin
- Jesús Adrián Escudero (* 1964), spanischer Philosoph und Hochschullehrer
- Julia Adrian (* 1991), deutsche Autorin
- Karl Adrian (1861–1949), österreichischer Heimatforscher
- Kjell Adrian (1933–2020), schwedischer Eishockeyspieler
- Manfred Adrian (1935–2018), deutscher Verleger
- Marc Adrian (1930–2008), österreichischer Künstler und Filmemacher
- Matthias Adrian (1976–2012), deutscher Politiker (NPD) und Aussteiger
- Max Adrian (Sänger) (Makso Adrian; 1888–1969), jugoslawischer Opernsänger (Tenor)
- Max Adrian (Schauspieler) (geb. Max Bor; 1902/1903–1973), irischer Schauspieler und Sänger
- Nadine Adrian (* 1982), deutsche Fußballspielerin
- Nathan Adrian (* 1988), US-amerikanischer Schwimmer
- Nyamandi Adrian (* 1991), deutscher Schauspieler
- Peter Adrian (* 1957), deutscher Manager, Präsident des Deutschen Industrie- und Handelskammertags (DIHK)
- Rhys Adrian (1928–1990), britischer Schriftsteller
- Rita Adrian, deutsche Biologin und Hochschullehrerin
- Robert Adrian (1935–2015), kanadisch-österreichischer Medienkünstler
- Ronald Adrian (* 1945), US-amerikanischer Raumfahrtingenieur
- Selvyna Adrian-Sofyan (* 1951), indonesische Sportschützin
- Tobias Adrian (* 1971), deutsch-US-amerikanischer Ökonom
- Ulrich Adrian (* 1958), deutscher Fernsehjournalist
- Valentin Adrian (1793–1864), deutscher Schriftsteller, Neuphilologe und Bibliothekar
- Vera Adrian (* 1993), namibische Radsportlerin, siehe Vera Looser
- Walter Adrian (1897–1963), Schweizer Schriftsteller und Journalist
- William Lawrence Adrian (1883–1972), US-amerikanischer Bischof
- Zsigmond Adrián (1934–1995), ungarischer Generalmajor

### Fiktive Personen
- Adrian Leverkühn, Hauptfigur aus Thomas Manns Roman Doktor Faustus
- Adrian Lindhout, Hauptfigur aus Johannes Simmels Roman „Wir heißen euch hoffen“
- Adrian Monk, fiktiver Fernseh-Detektiv, siehe Monk (Fernsehserie)
- Adrian Pucey, Figur aus der Romanreihe Harry Potter
- Adrian der Tulpendieb, Titelheld eines Romans von Otto Rombach sowie der Fernsehverfilmung des Romans
- Adrian Mole, Titelfigur der gleichnamigen Tagebuch-Reihe von Sue Townsend
- Adrian Pennino, Ehefrau von Rocky Balboa, Titelfigur der Rocky-Filmreihe

## Weitere Namensgebungen

### Ortsnamen
- Adrian (Michigan), Stadt in den USA
- Adrian (Missouri), Stadt in den USA

### Sonstiges
- Adrian Darya 1, Öltanker